# Ел Репаро (Морелос, Чивава)
Ел Репаро (шп. El Reparo) насеље је у Мексику у савезној држави Чивава у општини Морелос. Насеље се налази на надморској висини од 1700 м.

## Становништво
Према подацима из 2005. године у насељу је живело 11 становника.

### Хронологија
| Година       | 2005 |
| ------------ | ---- |
| Становништво | 11   |

### Попис
| # | Индикатор                        | Вредност |
| - | -------------------------------- | -------- |
| 1 | Укупно појединачних домаћинстава | 2        |